# Dioon stevensonii
Dioon stevensonii Nicolalde-Morejón & Vovides è una pianta appartenente alla famiglia delle Zamiaceae.

## Descrizione
Il fusto è alto circa 120 cm per 25 cm di diametro, a volte biforcato negli esemplari più anziani.
Le foglie sono lunghe fino a 125 cm e larghe 20–30 cm, si dipartono verso l'alto dal rachide per poi inclinarsi. Il picciolo è lungo dagli 8 ai 15 cm. Le foglioline si dipartono a coppie opposte, 50-80 paia per foglia. Sono lunghe 7–14 cm e larghe 6–10 mm nella parte mediana della foglia.
I semi sono ovoidali, quasi sferici, lunghi 2,9–3,3 cm per un diametro di 2,1–2,4 cm, di colore giallo.

## Distribuzione e habitat
La specie è endemica degli stati Michoacán e Guerrero, in Messico.